# Literaturhaus Magdeburg

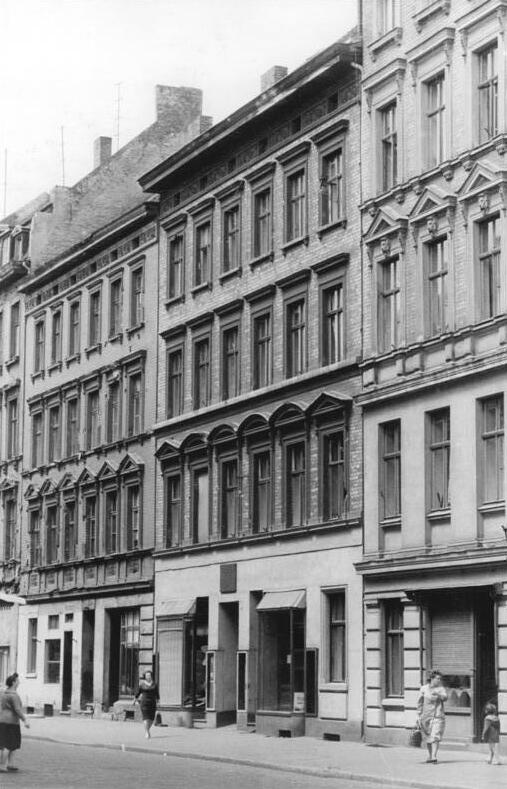
Erich-Weinert-Gedenkstätte im Jahr 1962

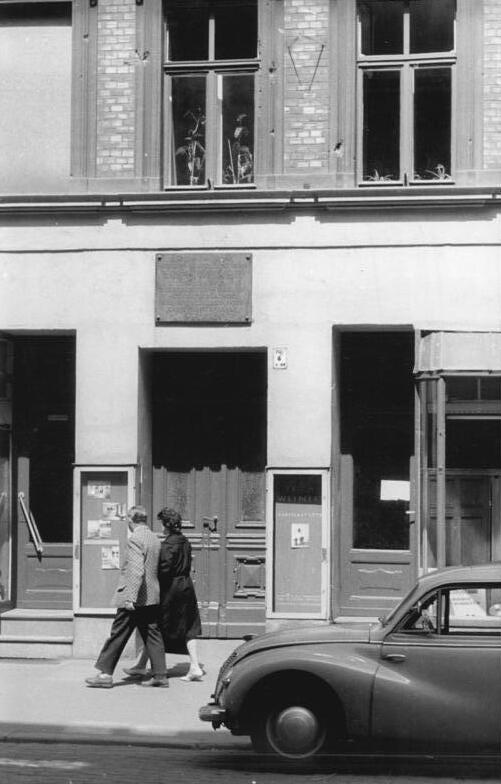
Gedenktafel am Haus, 1962

Das Literaturhaus Magdeburg in Magdeburg-Buckau, im Geburtshaus des Dichters Erich Weinert, organisiert Ausstellungen, literarische Veranstaltungen und andere kulturelle Ereignisse, wie zum Beispiel die Magdeburger Literaturwochen. Des Weiteren unterhält das Literaturhaus das Archiv zu Erich Weinert, Georg Kaiser, Nomi Rubel und anderen Autoren der Region und pflegt Nachlässe dieser Autoren.

## Geschichte
Das Literaturhaus Magdeburg liegt im Stadtteil Buckau, einem traditionellen Wohngebiet. In diesem Areal waren einst die großen Maschinenbau-Betriebe der Stadt konzentriert. Dort steht, in der Thiemstraße Nr. 7, das Geburtshaus Erich Weinerts, das heutige Literaturhaus.
Bis zum Dezember 2004 war das Literaturhaus eine Einrichtung des Kulturamtes der Stadt Magdeburg. Seit 2005 lenkt der Trägerverein „Literaturhaus Magdeburg e. V.“ die Geschicke des Hauses. In den Jahren 2005/2006 erfolgte eine grundlegende Sanierung des Gebäudes.
Auf dem Hof des Hauses wurde das ehemals in der Altstadt befindliche Erich-Weinert-Denkmal aufgestellt.

## Arbeitsfelder
Das Literaturhaus organisiert diverse Arten von Veranstaltungen, wie Autorenlesungen, musikalisch-literarische Veranstaltungen, Literaturverfilmungen, Leseförderung für Kinder und Jugendliche, Lehrerweiterbildung, Beteiligung an Literaturprojekten der Stadt Magdeburg und des Landes Sachsen-Anhalt. Des Weiteren beherbergt das Literaturhaus zwei ständige Ausstellungen zu Erich Weinert und Georg Kaiser. Weitere Ausstellungen gibt es zu literarischen Themen der National- und Weltliteratur, zur regionalen Literatur, zum Verhältnis von bildender Kunst und Literatur und auch zur Kinder- und Jugendliteratur. Dies wird ermöglicht durch eine enge Zusammenarbeit mit anderen Literaturvereinen und Gesellschaften sowie den Autorenvereinigungen Sachsen-Anhalts, die teilweise im Haus ihren Sitz haben (siehe Mitgliedsvereine). Auch die Pflege der Magdeburger Literaturtraditionen und des literarischen Erbes der Region gehören zu den Arbeitsfeldern des Literaturhauses. Hierzu sammelt und bereitet das Literaturhaus Autorennachlässe auf (z. B. von Nomi Rubel, Oskar Schönberg, Christa Johannsen, Gerhard Kahlo, Heinz Glade und anderen). Darüber hinaus wurde eine Dokumentation über das literarische Leben in der Stadt Magdeburg und Umgebung aufgebaut sowie eine Bibliothek zu den Autoren aus der Region angelegt. Ermöglicht wird dies unter anderen durch die Unterstützung vieler privater Leihgeber, welche umfangreiches Material über das literarische Leben zur Verfügung stellen. Für regionale Forschungen, für die Studenten der Otto-von-Guericke-Universität Magdeburg, aber auch für jeden der privates Interesse an Literatur hat, sind Archiv und Bibliothek zugänglich.

## Programm
Den Grundstock des Literaturhauses bilden die Sammlungen und ständigen Ausstellungen zu dem Arbeiterdichter Erich Weinert und zu dem Dramatiker Georg Kaiser, welche beide etwa zur gleichen Zeit in Magdeburg geboren wurden, deren Lebenswege sich aber nie gekreuzt haben. Ein weiteres wichtiges Arbeitsfeld sind die im zweimonatlichen Rhythmus wechselnden Sonderausstellungen zur Literatur-, Kultur- und Kunstgeschichte, die vom Literaturhaus, oft auch in Zusammenarbeit mit dem Verein der Bibliophilen und Graphikfreunde Magdeburg und Sachsen-Anhalt e. V., gestaltet werden. Sonderausstellung fanden unter anderem zu Leben und Werk von Hermann Hesse, Theodor Fontane, Annette von Droste-Hülshoff, Stefan Zweig, Heinrich Böll, Hans Fallada, Anna Seghers, Heinrich Zschokke und Werner Steinberg statt.